# 1997年嘉義市選舉區立法委員缺額補選
由於蕭萬長出任行政院院長，其空出的立法委員席位需要補選。此次選舉與嘉義市長選舉同時舉行，將是中國國民黨籍的黃敏惠與民主進步黨籍的蔡同榮對決。參選雙方旗鼓相當，雙方在選前都舉行了掃街拜票活動。最終結果是蔡同榮隨著同期舉行的縣市長選舉大勝一局拿下了這一立委席次。這次選舉是黃敏惠唯一一次敗選。